# Porina kennedyensis
Porina kennedyensis är en lavart som beskrevs av P. M. McCarthy. Porina kennedyensis ingår i släktet Porina och familjen Porinaceae.   Inga underarter finns listade i Catalogue of Life.